# Rednex
Rednex es una banda sueca de estilo eurodance. Desde el primer álbum, salieron a la fama internacionalmente, muy de moda en la década de los '90, con las canciones «Cotton Eyed Joe» y «Old pop in A Oak».

## Historia de la banda
Rednex fue inicialmente una idea original de los productores suecos Janne Ericsson, Örjan "Öban" Öberg, y Pat Reiniz, quien decidió probar la mezcla con la música country eurodance.
El nombre "Rednex" fue elegido como una falta de ortografía intencional de la palabra "rednecks". Volvieron a trabajar la canción popular tradicional "Cotton-Eyed Joe" en una canción de baile y se lanzó en 1994, con un éxito enorme en todo el mundo.
Cotton-Eyed Joe comenzó la moda de la música campera que duró unos pocos años.

## Trayectoria
Un primer disco, titulado "Sex and Violins", seguido el sencillo Cotton Eye Joe, y Rednex llegando a marcar otros éxitos en Europa de ese álbum (en particular el up-tempo "Viejo Pop en un roble" y la balada "Wish You Were Here"). Sin embargo, "Cotton Eye Joe" sigue siendo su único hit EE.UU. a partir de 2006 (# 25 en las listas de Billboard marzo de 1995).
Un segundo álbum titulado Granja Out fue lanzado en 2000 y ha encontrado un cierto éxito en Europa. Su sencillo "The Spirit Of The Hawk" fue la más exitosa, la búsqueda de popularidad especialmente en Alemania.
En 2001, el sencillo "The Chase" fue lanzado, la cartografía en Alemania, y Suiza, y uno más arriba de 30 posiciones se obtuvo en Austria, más tarde con la liberación de algodón-Eye Joe 2002. En 2003, un álbum de grandes éxitos fue puesto en libertad titulado Lo mejor de Occidente. Contenía una selección de las muestras antes mencionadas (las versiones originales), además de nuevo material de coescrita y grabada por el cantante 'Scarlet'.
Línea de banda de empresas y personal.
La primera vocalista femenina fue Mary Joe (aka Annika Karin Ljungberg, quien era el vocalista de Sex & Violins). El segundo fue Whippy (cantando en la Granja Out). El tercero que se unió en 2001 fue de Scarlet (alias Julieanne Tulley que canta sobre las mejores del Oeste). A finales de 2004, escarlata izquierda para seguir una carrera en solitario y ha trabajado con los mejores DJs y productores como Jan Wayne, Jekyll & Hyde, Gollum DJ, Paul Oakenfold, Robert de Fresnes (Narcotic Thrust). Para dar inicio a la temporada 2005, Mary Joe regresó.
miembros de la vasija antigua, Daga, y As se mantuvo dentro del grupo a través de cambios vocalista femenina, para más tarde dejar a sustituirse o debido a los desacuerdos dentro del grupo.
Grabaron sus canciones con músicos de estudio, y un grupo de jugadores de rol del campesino sureño para representar al grupo en el escenario y en los videos se elaboró. Con los años, estos artistas han ido y venido, ya partir de 2007 ha habido 15 jugadores papel diferente. A pesar de estos actores etapa no estaban involucrados en la música actual decisiones en el principio (a excepción de las voces femeninas, que siempre han cantado en los registros), que son responsables de la imagen Rednex y shows en vivo en su conjunto, y por lo tanto se consideran sólo como parte tanto del grupo como a los músicos.
2006 remontada.
El grupo lanzó una especie de retorno menor de edad cuando entraron en la canción "Mama Take Me Home" en la semifinal 4 de la Melodifestivalen sueco el 11 de marzo de 2006 en Gotemburgo. Se clasificó para la final a través de la Ronda de la Segunda Oportunidad, el acabado general de un sexto en la final. La canción "Mama Take Me Home" fue puesto en libertad posteriormente como sencillo en algunos países europeos seleccionados.
Su regreso continuos, ya que lanzaron el sencillo "Fe Fi (El viejo murió)" en noviembre de 2006, después de haberla realizado en los Premios Elección de los Nickelodeon Kids'. Fue un éxito sorprendente, alcanzando el puesto # 4 en las listas suecas.
También cantó en el Campeonato Mundial de Atletismo de 2005, en Helsinki.
En el año 2007 iban a participar en la final nacional rumana en la preselección para Eurovisión, junto con la banda rumana Ro-Mania. La canción planeada para el desempeño fue bien-o-Wee. Sin embargo, Rednex fue descalificado ya que los jueces consideran que varias partes de la canción había sido publicada y realizada ya en 2001.
En 2008 entraron en la selección rumana de Eurovisión una vez más, en otra colaboración con la banda de Ro-Mania. La canción del ferrocarril, del ferrocarril clasificó para las semifinales, pero no logró clasificarse para la final. Tras la retirada de otra canción sin embargo, volvió a entrar en la competencia final que se celebrará en Bucarest el 23 de febrero.
La nueva canción "El fútbol es nuestra religión" fue una canción no oficial para la Eurocopa 2008 que tuvo lugar en Austria y Suiza en junio de 2008. Posteriormente, la canción llegó al número 1 en las listas suecas finales del verano de 2008.
En 2007, Rednex AB fue puesto a la venta en eBay, a partir de $ 1.500.000. 2009 marca golpe de Estado.
De acuerdo con un comunicado de prensa Rednex, los miembros del grupo Annika "Mary Joe" Ljungberg, Anders "Maverick" Lundstrom y Jens "Snake" Sylsjö se canjearon el 1 de enero 2009, trayendo de vuelta los antiguos miembros Scarlet, Daga, Ace y Ratclaw Joe Cagg.
Esto no tiene precedentes, Rednex han tenido alineaciones múltiples a lo largo de los años (por ejemplo un cambio previo en 2001 trajo en escarlata y Dagger). Sin embargo, Mary Joe, Maverick y la serpiente se sigue de gira como "El Cotton Eye Joe Show presentado por el Ltd Rednex Band". Esto ha hecho que los propietarios de marcas Rednex AB para que los amenazan y los organizadores del concierto con acción legal como resultado la cancelación de algunos shows.
Annika golpe Ljungberg marca incluye reivindicación de los derechos a la rednex.
Se nombre de dominio, aunque el texto en el sitio web dice "Bienvenido al algodón HomeSite Eye Joe Show". Rednex AB acusan Annika Ljungberg de "difundir daño económico, las mentiras, la úlcera y el insomnio como una plaga, no sólo dentro del grupo Rednex sino también otras partes del mundo del espectáculo sueca y está creciendo".
2009-10 comunicados
Un nuevo video fue grabado el 27 de agosto en Norrbyggeby (Suecia) para el próximo sencillo "Devil On The Loose". La canción es el primer sencillo del próximo álbum "Saturday Night Beaver". El 7 de enero el sencillo fue lanzado en 2010 una asociación con The Pirate Bay en todo el mundo para descarga gratuita y legal.

## Discografía

### Álbumes
- Sex & Violins (1995)
- Farm Out (2000)

### DVD
- The Best Of The West (2003)

### Canciones
- "Cotton Eye Joe" (1994)
- "Old Pop in an Oak" (1995)
- "Wish You Were Here" (1995)
- "Wild 'N Free" (1995)
- "Rolling Home" (1995)
- "Riding Alone" (1997)
- "The Way I Mate" (1999)
- "The Spirit Of The Hawk" (2000)
- "Hold Me For A While" (2000)
- "The Chase" (2001)
- "Cotton-Eyed Joe 2002" (2002)
- "Mama Take Me Home" (2006)
- "Fe Fi (The Old Man Died)" (2006)
- "The End" (2012)
- "4 Babys"

- Datos: Q329459
- Multimedia: Rednex / Q329459